# Cabeza la Vaca
Cabeza la Vaca ist eine Gemeinde (municipio) mit 1.255 Einwohnern (Stand: 2024) im Süden der spanischen Provinz Badajoz in der Autonomen Gemeinschaft Extremadura.

## Lage
Cabeza la Vaca liegt ca. 140 km (Fahrtstrecke) südsüdöstlich der Provinzhauptstadt Badajoz in einer Höhe von ca. 760 m.
Das Klima im Winter ist gemäßigt, im Sommer dagegen warm bis heiß; die geringen Niederschlagsmengen (ca. 571 mm/Jahr) fallen – mit Ausnahme der nahezu regenlosen Sommermonate – verteilt übers ganze Jahr.

## Bevölkerungsentwicklung
| Jahr      | 1970 | 1981 | 1991 | 2001 | 2011 | 2021 |
| Einwohner | 2373 | 1919 | 1768 | 1631 | 1440 | 1298 |

## Sehenswürdigkeiten
- Marienkirche (Iglesia de Nuestra Señora de los Ángeles)
- Gerichtssäule

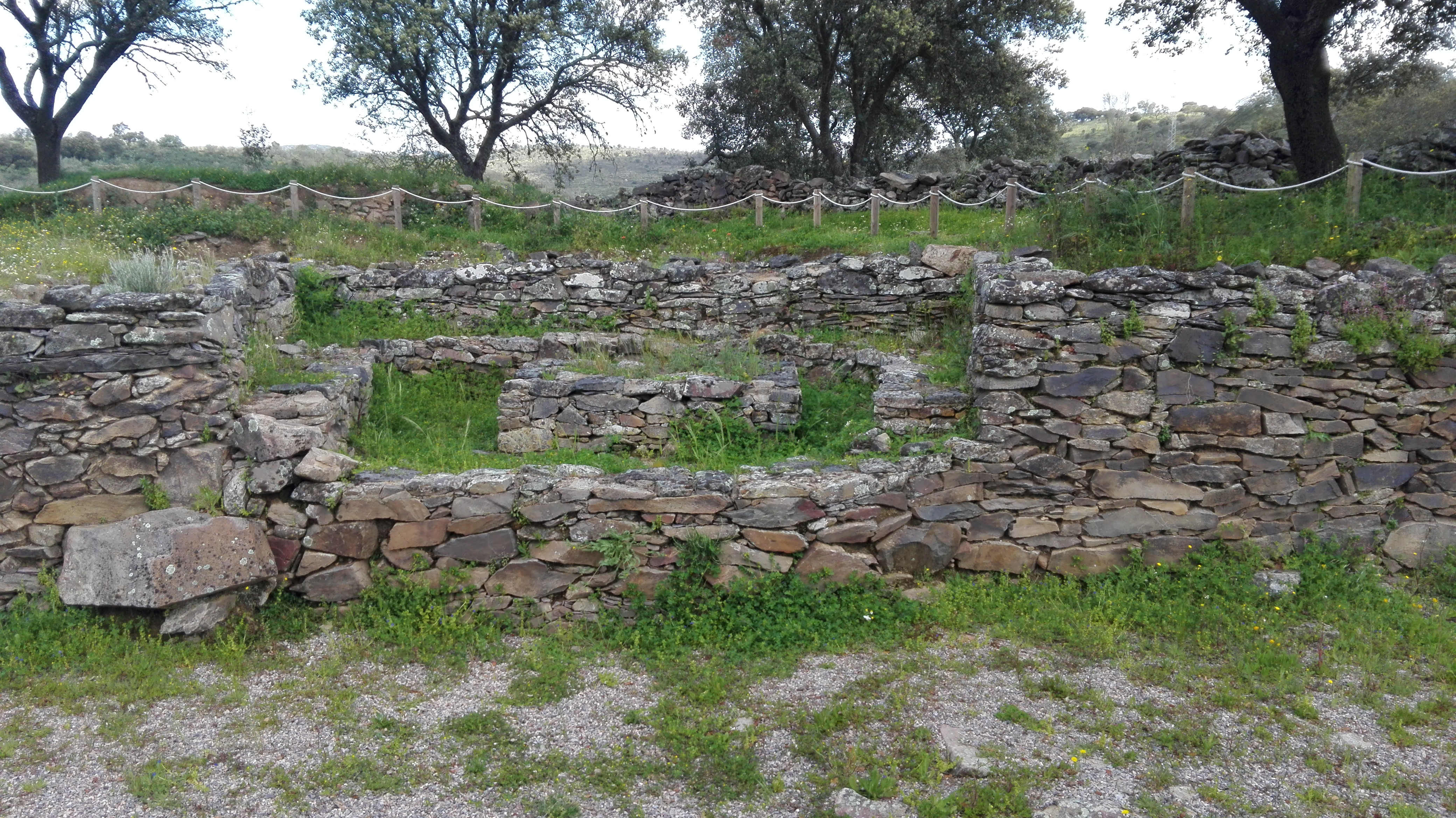
Keltische Grabungsstätte der Burg von Capote
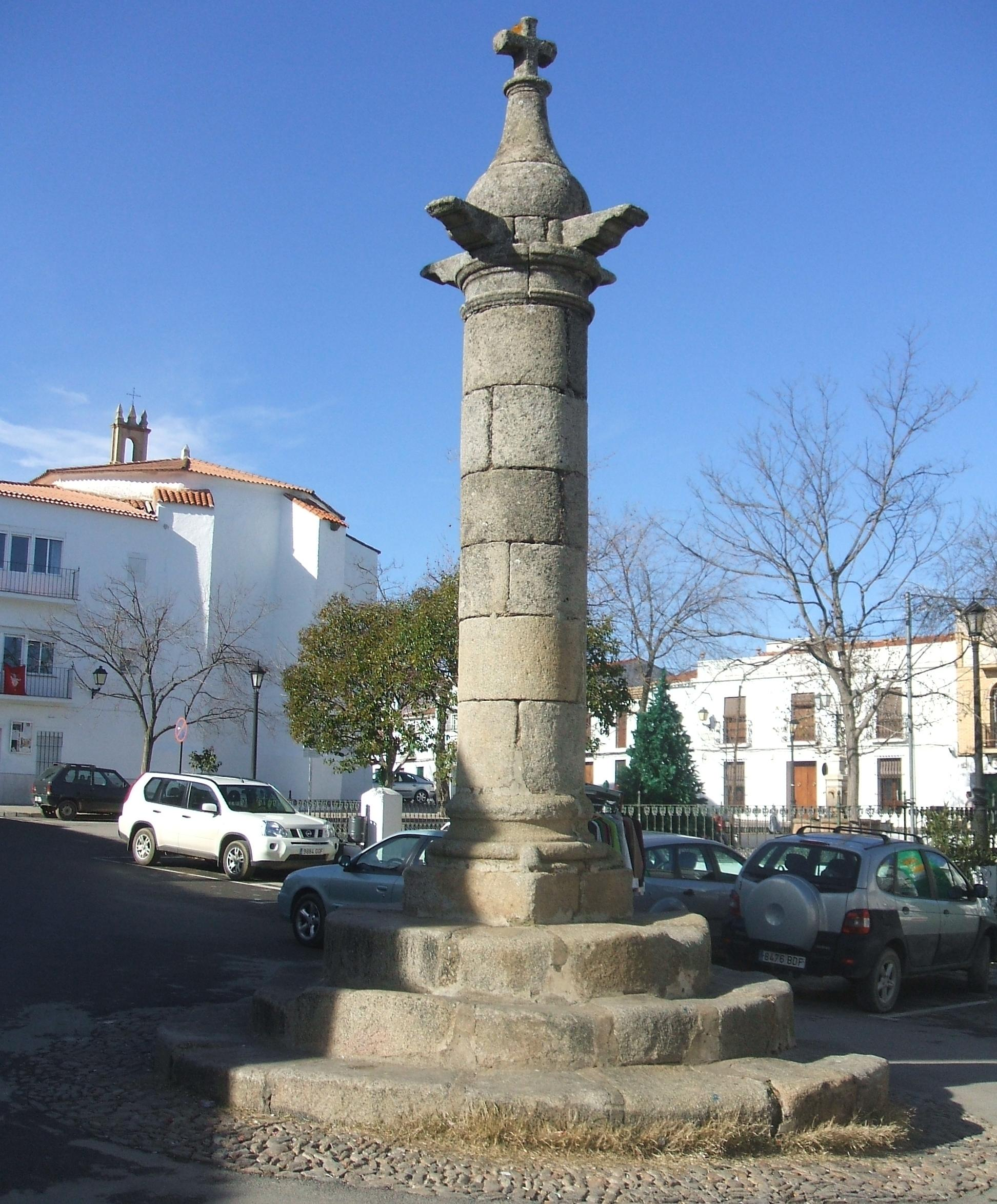
Gerichtssäule